# Tenthredopsis

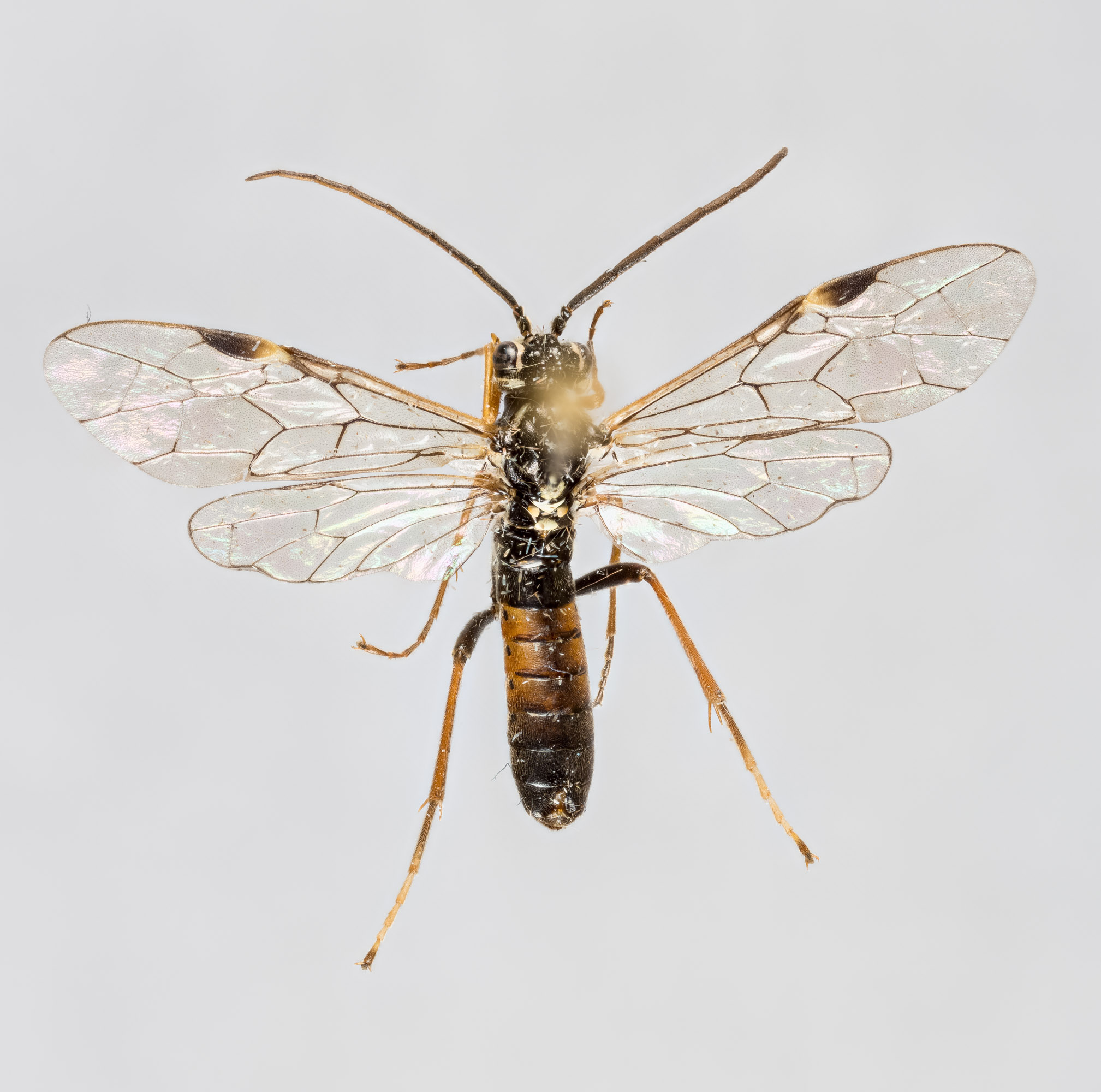
Tenthredopsis nassata oder T. scutellaris, Männchen

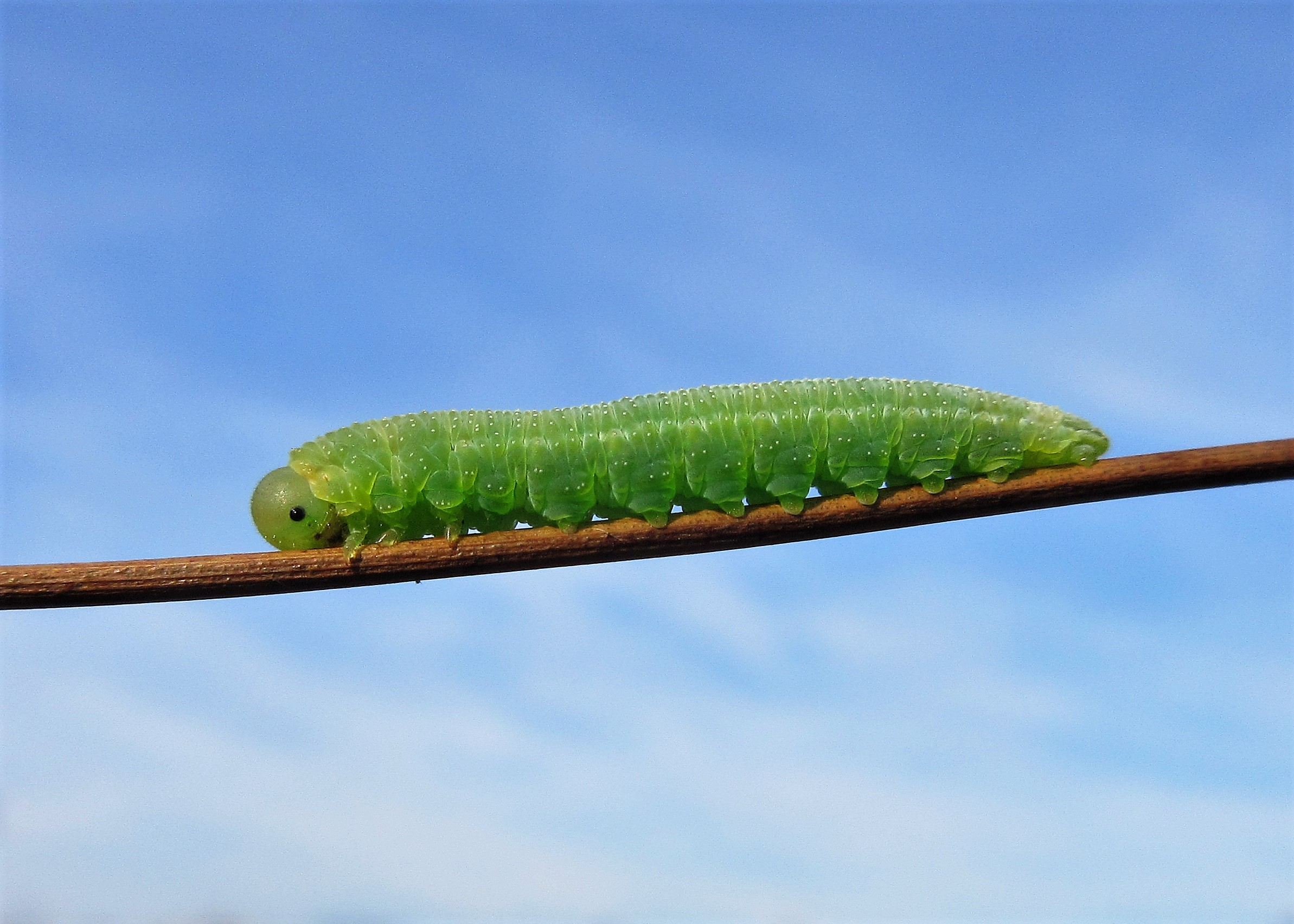
Tenthredopsis frisei, Larve

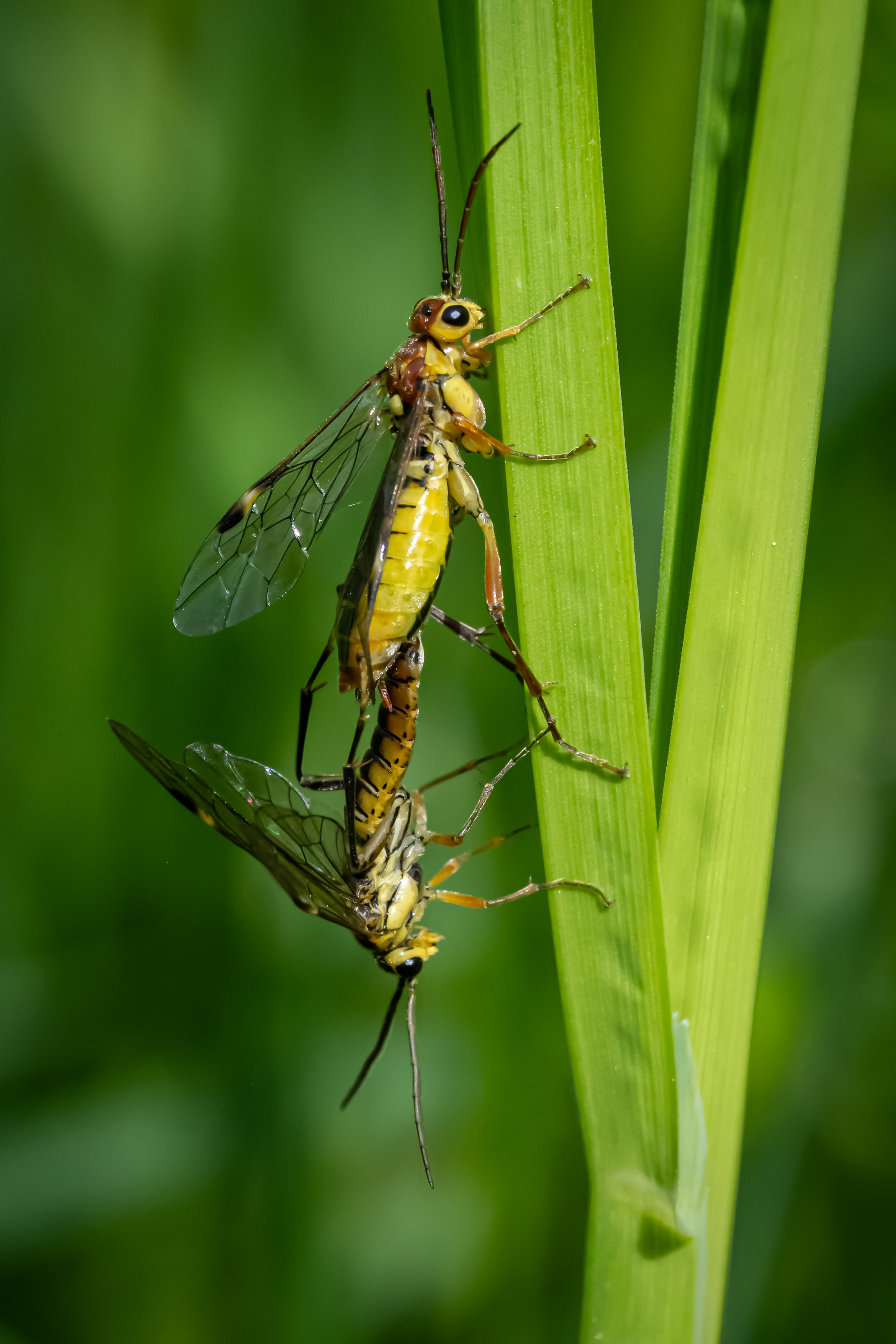
Tenthredopsis sp., Kopula

Tenthredopsis ist eine Gattung aus der Familie der Echten Blattwespen (Tenthredinidae). In der Vergangenheit wurde als Autor der Gattung fälschlicherweise der italienische Zoologe Oronzo Gabriele Costa genannt. Taeger und Blank stellten 1996 nach einer Überprüfung der Werke zu den Pflanzenwespen (Symphyta) fest, dass Oronzo Gabriele Costa als Herausgeber erwähnt wurde, der eigentliche Autor jedoch dessen Sohn, der Entomologe Achille Costa, war.

## Merkmale
Im Gegensatz zu den anderen Gattungen der Tenthredinidae sind die linken und rechten Hälften des ersten Tergits zu einem Sklerit verschmolzen. Die okzipitale Furche am Hinterrand des Kopfes ist sehr ausgeprägt. Die Radialzelle der Vorderflügel ist geteilt. Die Blattwespen sind zwischen 7 und 12 mm lang. Mehrere Arten weisen eine starke Varianz der Färbung auf. Bei vielen Arten sind zusätzlich die Weibchen und Männchen unterschiedlich gefärbt.

## Lebensweise
Zu den Larvennahrungspflanzen der Gattung Tenthredopsis gehören Gräser aus der Ordnung der Süßgrasartigen (Poales). Die Larven fressen hauptsächlich nachts und verstecken sich tagsüber an der Basis der Wirtspflanzen oder sogar in deren Wurzeln. Die Blattwespen beobachtet man in Grasland-Biotopen, häufig in der Nähe von Waldrändern oder Gewässern.

## Verbreitung
Die Gattung Tenthredopsis kommt in der westlichen Paläarktis vor. Ihr Verbreitungsschwerpunkt befindet sich in Europa, wo  sie fast überall vorkommt. In Mitteleuropa kommen 19 Arten vor. Für Deutschland werden 12 Arten genannt. Auf den Britischen Inseln ist die Gattung mit 6 Arten vertreten.

## Systematik
Die Gattung wird der Tribus Tenthredopsini innerhalb der Unterfamilie Tenthredininae zugeordnet. Es gibt mindestens 36 beschriebene Arten. Die für Deutschland genannten Arten sind mit D markiert.
- Tenthredopsis albonotata (Brullé, 1832)
- Tenthredopsis annuligera (Tischbein, 1846)
- Tenthredopsis auriculata C. G. Thomson, 1870
- Tenthredopsis balcana (Mocsáry, 1880)
- Tenthredopsis benthini Rudow, 1871
- Tenthredopsis cabrerae Konow, 1898
- Tenthredopsis carinata Malaise, 1931
- Tenthredopsis coquebertii (Klug, 1817) – D
- Tenthredopsis corcyrensis (Ed. André, 1881)
- Tenthredopsis crassiuscula A. Costa, 1894
- Tenthredopsis floricola Costa, 1859
- Tenthredopsis friesei Konow, 1887 – D
- Tenthredopsis hungarica (Klug, 1814)
- Tenthredopsis kokuewi Jakovlev, 1891
- Tenthredopsis lactiflua (Klug, 1814) – D
- Tenthredopsis ligata Konow, 1903
- Tenthredopsis litterata (Geoffroy, 1785) – D
- Tenthredopsis macedonica Cingovski, 1958
- Tenthredopsis moscovita (Ed. André, 1881)
- Tenthredopsis nassata (Linnaeus, 1767) – D
- Tenthredopsis nebrodensis A. Costa, 1894
- Tenthredopsis nigella Konow, 1891
- Tenthredopsis nivosa (Klug, 1817)
- Tenthredopsis ornata (Serville, 1823) – D
- Tenthredopsis ornatrix Konow, 1890
- Tenthredopsis putoni Konow, 1886
- Tenthredopsis quadriforis Konow, 1898
- Tenthredopsis quadriguttata A. Costa, 1859
- Tenthredopsis romana Konow, 1894
- Tenthredopsis scutellaris (Fabricius, 1798) – D
- Tenthredopsis semirufa Kriechbaumer, 1884
- Tenthredopsis sordida (Klug, 1814) – D
- Tenthredopsis stigma (Fabricius, 1798) – D
- Tenthredopsis tarsata (Fabricius, 1804) – D
- Tenthredopsis tessellata (Klug, 1817) – D
- Tenthredopsis tischbeinii (Frivaldszky, 1876) – D